# Wewnątrzwspólnotowa transakcja trójstronna
Wewnątrzwspólnotowa transakcja trójstronna – transakcja, w której są spełnione łącznie następujące warunki:
- trzech podatników VAT zidentyfikowanych na potrzeby transakcji wewnątrzwspólnotowych w trzech różnych państwach członkowskich Unii Europejskiej uczestniczy w dostawie towaru w ten sposób, że pierwszy z nich wydaje ten towar bezpośrednio ostatniemu w kolejności, przy czym dostawa tego towaru jest dokonana między pierwszym i drugim oraz drugim i ostatnim w kolejności,
- przedmiot dostawy jest wysyłany lub transportowany przez pierwszego lub też transportowany przez drugiego w kolejności podatnika VAT lub na ich rzecz z terytorium jednego państwa członkowskiego na terytorium innego państwa członkowskiego.